# Guettarda elliptica
Guettarda elliptica är en måreväxtart som beskrevs av Olof Swartz. Guettarda elliptica ingår i släktet Guettarda och familjen måreväxter. Inga underarter finns listade i Catalogue of Life.